# Култура Белотић — Бела Црква
Култура Белотић — Бела Црква (називана и Западносрпска варијанта Ватинске групе) је културна група бронзаног доба која је захватала подручје западне Србије.
Дефинисана је по локалитету Шумар у Белотићу и Церик-Бандера у Белој Цркви код Крупња. 
Хронологија ове групе одговара хронологији Ватинске групе. 
Локалитети су Белотић, Бела Црква, Толисавац, Баре, Љуљаци, Лучани, Крива река и други.

## Керамика
Керамика је углавном неорнаментисана, најчешћи облици су:
- зделе са задебљаним ободом,
- трбушасти судови са високим цилиндрицним вратом, једном или две дршке,
- плитке шоље са развученим ободом.

## Сахрањивање
Окарактерисана гробовима под хумкама, а примењивана су оба ритуала сахрањивања - кремација и инхумација са згрченцима. Спаљени остаци нису сакупљани у урне него су остављани на ломачи која је прекривана земљаном хумком. Код скелетног сахрањивања тело је постављано или у земљу или у камену конструкцију. Гробови са кремираним остацима јављају се у два основна типа - горобови са урнама и они код којих је спаљивање вршено на издовеној ломачи а карбонизиран остаци костију и остаци са ломаче преношени су и стављани у хумку.
Хумке су распоређене у мање или веће групе, а групе су постављене на дужим доминантним косама или ћувицима. Хумке су засуте земљом, а не каменом. Неке су имале »плашт« (омотач) од ситнијег и крупнијег камена. 

## Средње бронзано доба
У средњем бронзаном добу запажа се повезаност за Ватинском културом на основу чега је Милутин Гарашанин одвојио западносрпску варијанту ватинске културе.
Главни локалитети:
- Белотић,
- Бела Црква,
- Врањани,
- Гуча,
- Лучани

И даље се јављају гробови под хумкама спаљених и инхумираних покојника. 
Керамика оштре профилације наглашеног трбуха, две дршке и дугметастим или волутастим задебљањима, на горњем делу украшене вертикалним и хоризонталним линијама, трбушасти облици са цилиндричним вратом. 
Од металних налаза заступљене су велике игле са плочастом главом и трном или печатастом главом, понекад дуже од 1 метра.

## Позно бронзано доба
Током позног брознаног доба покојници су сахрањивани под тумулима. Посуде употребљиване као урне имају облик трбушастих здела, раширеног обода и две дршке мање по чему су сличне керамици кутура поља са урнама на северозападном Балкану. На везу са овом културом указују и бронзани налази.